# Vaga del cotó de Mont-real
La vaga del cotó de Mont-real va ser una vaga de 100 dies de durada en 1946 duta a terme pels treballadors tèxtils de Mont-real. Destaca pel paper de les dones en reivindicar drets col·lectius, que va marcar un punt d'inflexió per a la seva participació en l'esfera pública.

## Causes
Pràcticament tota la ciutat de Salaberry-de-Valleyfield depenia de la feina de la Montreal Cotton, que tenia el monopoli del tèxtil a la zona. El sindicat del sector havia organitzat abans vagues de protesta pels baixos salaris. En 1946 van demanar una negociació als amos de l'empresa. Els treballadors demanaven una jornada de 40 hores setmanals, un augment salarial i que es paguessin les hores extres. Davant la negativa patronal, es va decidir convocar una vaga.

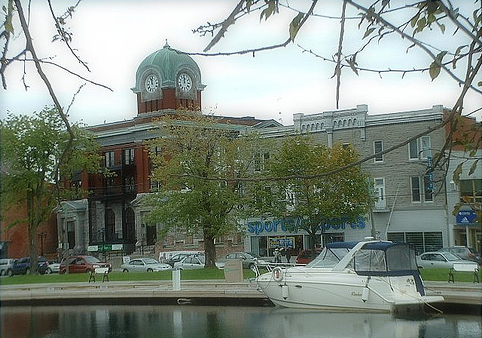
Imatge actual de Salaberry-de-Valleyfield, on s'inicià la vaga

A nivell nacional, la vaga s'ha d'emmarcar en un període de descontentament conegut al Canadà com la Grande Noirceur, marcat per les mesures del govern conservador, que penalitzava les unions sindicals. Diverses vagues en diferents sectors es van succeir al llarg del mandat de Duplessis per protestar per l'empitjorament de les condicions de vida dels treballadors.

## Esdeveniments
El sindicat Textile Workers Union of America va cridar a les mobilitzacions i uns 3000 treballadors van aturar la producció de manufactures de cotó. Ben aviat la vaga es va estendre per tota la regió. Després de la intervenció policial, es va desactivar en uns dies a la majoria de poblacions, però no així al lloc d'inici. Allà l'església va reclutar uns 400 treballadors substituts, els quals anaven a la fàbrica fortament escortats per la policia. La situació es va perllongar mesos
Com que aquests treballadors feien perillar la unitat sindical, les dones de la població van decidir al setembre actuar i marxar en protesta contra els esquirols, al costat dels seus marits i fills. La policia va dispersar la manifestació amb gasos lacrimògens i es va desencadenar un fort enfrontament, amb pluja de pedres. L'empresa es va avenir a negociar després de veure la violència al carrer i va desactivar la vaga, cent dies després del seu inici.

## Conseqüències
La vaga va acabar amb un resultat positiu per als treballadors, que van aconseguir més salari per als torns nocturns, reconeixement de les hores extres, una setmana de vacances pagades cada any i reduccions de jornada en el cas dels treballadors més grans. Un dels punts més rellevants és que es va reconèixer el dret a una negociació col·lectiva, que afectés a tots els empleats de l'empresa, fet que incrementà la popularitat del sindicat i marcà una fita en el moviment obrer del Quebec.
Una segona conseqüència fou l'augment de la participació pública de les dones. Durant la vaga s'ocupaven de mantenir els piquets, participar en manifestacions, organitzar caixes de resistència i discutir amb els delegats empresarials. Van suposar un factor decisiu de pressió per fer cedir la Montreal Cotton, ja que l'opinió ciutadana de tot el país es va indignar amb les notícies de les dones atacades per la policia.